# 帕特里克冰原島峰
84°4′S 55°35′W / 84.067°S 55.583°W
帕特里克冰原島峰（英語：Patrick Nunatak）是南極洲的冰原島峰，位於伊利沙伯女皇地，處於甘巴科塔峰東南面6公里，屬於彭薩科拉山脈中尼普頓山脈的一部分，美國地質調查局根據測量和該國海軍的空中照片繪入地圖，現時由南極條約體系管理。